# Greg Gianforte
Gregory Richard Gianforte (San Diego (Californië), 17 april 1961) is een Amerikaans zakenman, ingenieur, filantroop en Republikeins politicus. Sinds januari 2021 is hij de gouverneur van de Amerikaanse staat Montana. Eerder, tussen 2017 en 2021, was hij lid van het federale Huis van Afgevaardigden voor het at-large congresdistrict van Montana.
Gianforte en zijn vrouw stichtten in 1997 RightNow Technologies, een softwarebedrijf voor beheer van klantrelaties. Hij ontplooide zich tot een succesrijke en gefortuneerde zakenman in de IT-sector. Nadat hij in 2016 de gouverneursverkiezingen in Montana had verloren, werd Gianforte in juni 2017 afgevaardigde in het Amerikaans Congres. In diezelfde periode raakte hij in opspraak wegens het mishandelen van een politiek verslaggever, waarvoor hij later werd veroordeeld.

## Loopbaan

### Afkomst en opleiding
Gregory Richard Gianforte is van Engelse, Italiaanse en Schotse afkomst. Op jonge leeftijd verhuisde het ouderlijk gezin naar een buitenwijk van Philadelphia (Pennsylvania) en doorliep hij de Upper Merion Area High School in King of Prussia. Hij behaalde een B.E. in Elektrische Constructie en een MSc in Computerwetenschappen aan het Stevens Institute of Technology in Hoboken (New Jersey) in 1983.

### Gouverneursverkiezing 2016
Op 20 januari 2016 stelde Gianforte zich namens de Republikeinse Partij kandidaat om gouverneur van Montana te worden. Tijdens zijn hieropvolgende campagne manifesteerde hij zich onder meer als een groot tegenstander van de belasting die de staat hief op zakelijke apparatuur. Gianforte beargumenteerde dat een bedrijf als Facebook wegens deze belasting geen callcenter in Montana wilde stationeren, een bewering die echter door een woordvoerder van Facebook werd ontkend. Gianforte wist de Republikeinse voorverkiezing met driekwart van de stemmen gemakkelijk te winnen en moest het bij de algemene gouverneursverkiezingen, in november 2016, vervolgens opnemen tegen de zittende Democratische gouverneur Steve Bullock. Gianforte veroverde 46% van de stemmen (tegen 50% voor Bullock) en werd verslagen.

### Huis van Afgevaardigden
Op 1 maart 2017 kwam in het federale Huis van Afgevaardigden de zetel van het at-large congresdistrict van Montana vrij, nadat de zittende Republikeinse afgevaardigde Ryan Zinke benoemd was tot minister van Binnenlandse Zaken. In mei van dat jaar zou een speciale verkiezing worden gehouden die moest bepalen wie de termijn van Zinke, die nog tot 2019 liep, mocht voltooien. Gianforte had al in een vroeg stadium de intentie getoond om aan deze verkiezing mee te doen en werd zonder veel tegenstand gekozen als de Republikeinse kandidaat. Zijn campagne werd actief gesteund door vicepresident Mike Pence en Donald Trump jr., die beiden naar Montana kwamen om hem bij te staan. Volgens The New York Times profileerde Gianforte zich in de race als een evenbeeld van president Trump; net als Trump had Gianforte nooit eerder een overheidspost bekleed, waardoor hij zijn imago als politieke outsider kon uitbuiten, en ook zijn zakelijke talent (met name doelend op zijn software-imperium, gestart in een souterrain) werd als een overeenkomst gezien. Verder nam Gianforte, evenals Trump, de zogenaamde sanctuary cities en 'de liberale elite' op de korrel.
In de algemene verkiezing wist Gianforte de Democratische musicus Rob Quist en de libertaire kandidaat Mark Wicks te verslaan. Hij trad op 21 juni 2017 officieel toe tot het congres en werd in november 2018 herkozen voor een nieuwe tweejarige ambtstermijn. Gianforte behoorde tot de rijkste congresleden en was in 2019 zelfs de rijkste onder hen.
In financiële verantwoordingsformulieren over 2017 gaf Gianforte aan dat hij bijna een kwart miljoen dollar in exchange-traded funds bezat voor investeringen in Rusland (150.000 dollar in VanEck Vectors Russia ETF en 92.400 dollar in IShares MSCF Russia ETF). Deze beleggingen trokken de aandacht omdat zij onder meer aandelen omvatten in Gazprom en Rosneft, bedrijven die na de Russische annexatie van de Krim (2014) juist Amerikaanse sancties kregen opgelegd. De kwestie kreeg geen gevolg, omdat het eigendomsaandeel per persoon in zulke indexfondsen betrekkelijk klein is bij zulke bedrijven en daarom vrijgesteld is van sancties. Gianforte verklaarde dat de Russische investeringen slechts een klein deel van zijn totale beleggingen vormden en kondigde aan om al zijn vermogensonderdelen na zijn verkiezing onder te brengen in een blind trust.

### Mishandeling verslaggever
Op 24 mei 2017, de dag voor de speciale congresverkiezing, kwam Gianforte negatief in het nieuws nadat hij een politiek verslaggever van The Guardian tijdens diens werk had aangevallen en mishandeld. De verslaggever, Ben Jacobs, verklaarde dat Gianforte hem tegen de grond had geslagen en zijn bril had gebroken. Nog dezelfde avond liet Gianforte een persbericht uitgaan waarin hij deze beschuldigingen betwistte en een andere gang van zaken opgaf: Jacobs zou zijn pols hebben vastgegrepen, waardoor beiden op de grond vielen. Deze versie van de gebeurtenis werd echter weerlegd door een geluidsopname van het incident, alsmede door getuigen. Volgens een aanwezige Fox News-reporter "greep Gianforte Jacobs met beide handen bij zijn nek en sloeg hij hem neer, waarna hij de man begon te stompen". Volgens haar had Jacobs geen "fysieke agressie" getoond voor de woordenwisseling.
Jacobs moest naar het ziekenhuis om röntgenfoto's te laten maken en Gianforte werd wegens mishandeling voor de rechtbank gedaagd. In afwachting van de afhandeling van de zaak zegden de drie grootste nieuwsbladen van Montana (de Billings Gazette, de Missoulian en The Independent Record) hun vertrouwen in Gianforte op. Paul Ryan, destijds de voorzitter van het Huis van Afgevaardigden, drong er samen met andere congresleden bij Gianforte op aan om zich te verontschuldigen. In een toespraak na zijn verkiezingsoverwinning deed Gianforte dit inderdaad, later gevolgd door een schriftelijk excuus aan Jacobs. Ook doneerde hij 50.000 dollar aan het Committee to Protect Journalists, waarna Jacobs besloot om geen civiele procedure tegen Gianforte te starten.
Op 12 juni 2017 bekende Gianforte schuld. Hij werd in eerste instantie veroordeeld tot vier dagen hechtenis, deels te voldoen met een taakstraf. Toen bleek dat hij vanwege de mishandeling niet in aanmerking kwam voor een taakstraf, veranderde de rechter het vonnis in 40 uur maatschappelijke dienst, 20 uur woedemanagement, 180 dagen voorwaardelijke hechtenis en een boete van 300 dollar naast 85 dollar gerechtskosten. Bovendien moest hij zijn vingerafdrukken afgeven en een officiële politiefoto laten nemen. Tijdens de hoorzitting sprak Jacobs de hoop uit dat hij Gianforte in de toekomst alsnog kon interviewen, zoals hij van plan was geweest op het tijdstip van de aanval. Gianforte beloofde hem dit, maar weigerde het interview later toch.
In oktober 2018, tijdens een rally in Missoula, prees president Donald Trump Gianforte voor het mishandelen van Jacobs. Volgens analisten was dit de eerste keer dat een president "openlijk en direct zijn lof uitsprak voor een gewelddadige actie tegen een journalist op Amerikaanse bodem". Ondanks de kritiek op zijn uitspraak verklaarde Trump dat hij er geen spijt van had.
.

### Gouverneur van Montana
Vier jaar na zijn eerste poging stelde Gianforte zich in 2020 opnieuw verkiesbaar voor het gouverneurschap van Montana. Hiermee werd hij een van de kandidaten om de Democraat Steve Bullock op te volgen, die zich na twee termijnen als gouverneur niet nogmaals verkiesbaar mocht stellen. Na een zege in de Republikeinse voorverkiezing kwam Gianforte tijdens de algemene gouverneursverkiezingen tegenover de Democratische luitenant-gouverneur Mike Cooney te staan. Met ruim 54% van de stemmen werd hij verkozen tot gouverneur en daarmee kreeg Montana na zestien jaar weer een Republikein aan het roer. Gianforte werd op 4 januari 2021 beëdigd in de hoofdstad Helena.
Bij de gouverneursverkiezingen van 2024 werd Gianforte met zo'n 59% van de stemmen herkozen voor een tweede ambtstermijn.

## Filantropie
In 2004 stichtten Gianforte en zijn vrouw de Gianforte Family Foundation, een liefdadigheidsfonds dat tientallen miljoenen dollars heeft gedoneerd aan goede doelen. Het fonds schenkt aan kerkelijke organisaties die gezinnen en hulpbehoevenden ondersteunen, aan lokale bedrijven die investeren in onderwijs en ondernemerschap, en aan organisaties die de lokale gemeenschap van Bozeman versterken. Gianforte, zijn vrouw en zijn zoon zijn de drie bestuursleden van het fonds. Het fonds had 113 miljoen dollar aan activa in 2013.
De Gianforte Family Foundation doneerde onder meer aanzienlijke bedragen aan de Montana Family Foundation, een organisatie die opkomt voor conservatieve en christelijke waarden in de wetgeving van Montana. Gianforte verklaarde dat de opvattingen van dit fonds overeenkomen met zijn eigen visie. Verder subsidieerde de Gianforte Family Foundation ook een museum, gebaseerd op het creationistische geloof dat mensen en dinosaurussen voorkwamen tijdens dezelfde periode in de geschiedenis.

## Onderscheidingen
Gianforte werd in 2003 uitgeroepen als de Pacific Northwest Entrepreneur of the Year door Ernst & Young. In 2007 werd hem een eredoctoraat verleend door het Montana State University's College of Engineering. In datzelfde jaar werd hij opgenomen in de CRM Hall of Fame. Gianforte verkreeg een eredoctoraat van het Stevens Institute of Technology in 2012. Eerder, in 2003, ontving hij van dit instituut al een Honor Award.

## Persoonlijk
Gianforte trouwde in 1988 met zijn vrouw Susan. Ze wonen in Bozeman en hebben vier kinderen. Zij bezoeken de Grace Bible Church, een non-denominationale kerk in Bozeman.
- CiNii: DA10147785
- Gemeinsame Normdatei: 1272401758
- International Standard Name Identifier: 0000 0001 1170 7536
- Library of Congress Control Number: n95058560
- Bibliotheek van het Japanse parlement: 001108841
- Nationale Bibliotheek van Polen: a0000001946923
- Système universitaire de documentation: 251099784
- Biographical Directory of the United States Congress: G000584
- Virtual International Authority File: 162494735
- WorldCat: E39PBJwRWkY7FQ6pXvx6Ptw6Kd